# Centro Penitenciario Quatre Camins
El centro penitenciario Quatre Camins es una prisión de la Generalidad de Cataluña situada en el municipio de La Roca del Vallés (Barcelona) España. Se inauguró en 1989. Dispone de 891 celdas con una capacidad total de 1594 plazas.

## Historia
El Centro Penitenciario Quatre Camins fue la primera prisión construida por la Generalidad de Cataluña desde que asumiera las competencias en materia penitenciaria en 1984.

### Motín de 2002
El 29 de mayo de 2002 un centenar de reclusos se amotinaron para protestar contra una reforma del código penal que suprimía la reducción de condena para trabajar en la prisión. Además, los presos exigían ser remunerados por su trabajo. La revuelta fue sofocada por los Mozos de Escuadra unas horas después. Se produjeron daños materiales y dos funcionarios sufrieron heridas leves al ser agredidos por los internos.

## Accesos
El acceso en el centro penitenciario se realiza a través de la AP-7 o la C-17. Una línea de autobús operada por la empresa Sagalés conecta la prisión con Barcelona.

## Internos notables
- Josep Lluís Núñez Clemente (noviembre de 2014 - diciembre de 2015).[6] Expresidente del Fútbol Club Barcelona. Condenando por soborno y falsedad documental ("caso Hacienda").[7]
- Josep Lluís Núñez Navarro (noviembre de 2014 - diciembre de 2015). Hijo del anterior e implicado en el mismo caso.
- Gilberto Chamba, el "Monstruo de Machala". Asesino en serie ecuatoriano. Condenado por el asesinato de una estudiante de la Universidad de Lérida el noviembre de 2004.[8]